# 11448 Miahajduková
11448 Miahajduková è un asteroide della fascia principale. Scoperto nel 1979, presenta un'orbita caratterizzata da un semiasse maggiore pari a 2,2312290 UA e da un'eccentricità di 0,1954648, inclinata di 3,52125° rispetto all'eclittica.